# Cymru Premier 2023-24
La Cymru Premier 2023-24 (conocida como JD Cymru Premier por razones de patrocinio) fue la edición número 32 de la Cymru Premier. La temporada comenzó el 11 de agosto de 2023 y terminó el 11 de mayo de 2024.

## Sistema de competición
Los 12 equipos jugaron entre sí todos contra todos dos veces totalizando 22 fechas al término de las cuales los equipos se dividieron en dos grupos. El Grupo campeonato lo integraron los seis primeros de la fase regular, mientras que el Grupo descenso lo integraron los seis últimos; dentro de cada grupo los equipos jugaron entre sí todos contra todos dos veces totalizando 10 fechas más. Los equipos mantuvieron el mismo puntaje conseguido en la Fase Regular dentro de cada grupo, por lo que al final de la temporada cada club jugó 32 fechas.
El primer clasificado del Grupo campeonato se clasificó a la primera ronda de la Liga de Campeones 2024-25. El segundo clasificado del Grupo campeonato se clasificó a la primera ronda de la Liga Europa Conferencia 2024-25, mientras que los equipos clasificados desde el tercer lugar hasta el último del Grupo campeonato más el primer clasificado del Grupo descenso jugaron los Play-offs por un cupo en la primera ronda de la Liga Europa Conferencia 2024-25. Los dos últimos clasificados del Grupo descenso descendieron a la FAW Championship 2024-25.
Un tercer cupo para la Liga Europa Conferencia 2024-25 le fue asignado al campeón de la Copa de Gales.

## Equipos participantes
| Club                 | Ciudad        | Estadio               | Capacidad |
| -------------------- | ------------- | --------------------- | --------- |
| Aberystwyth Town     | Aberystwyth   | Park Avenue           | 5.000     |
| Bala Town            | Bala          | Maes Tegid            | 3.000     |
| Barry Town           | Barry         | Jenner Park Stadium   | 2.650     |
| Caernarfon Town      | Caernarfon    | The Oval              | 3.000     |
| Cardiff MU           | Cardiff       | Cyncoed Campus        | 1.620     |
| Colwyn Bay           | Old Colwyn    | Llanelian Road        | 3.000     |
| Connah's Quay Nomads | Connah's Quay | Deeside Stadium       | 420       |
| Haverfordwest County | Haverfordwest | Bridge Meadow Stadium | 2.467     |
| Newtown              | Newtown       | Latham Park           | 5.000     |
| Pen-y-Bont           | Bridgend      | Bryntirion Stadium    | 3.000     |
| Pontypridd United    | Pontypridd    | USW Sports Park       | 1.000     |
| The New Saints       | Oswestry      | Park Hall             | 2.000     |

## Temporada regular

### Clasificación
| Pos. | Equipo                          | Pts. | PJ | G  | E | P  | GF | GC | Dif. | Clasificación 2023-24    |
| ---- | ------------------------------- | ---- | -- | -- | - | -- | -- | -- | ---- | ------------------------ |
| 1    | The New Saints                  | 62   | 22 | 20 | 2 | 0  | 77 | 14 | +63  | Ronda por el campeonato  |
| 2    | Connah's Quay Nomads            | 47   | 22 | 15 | 2 | 5  | 59 | 29 | +30  | Ronda por el campeonato  |
| 3    | Bala Town                       | 37   | 22 | 10 | 7 | 5  | 25 | 20 | +5   | Ronda por el campeonato  |
| 4    | Cardiff Metropolitan University | 34   | 22 | 9  | 7 | 6  | 28 | 39 | −11  | Ronda por el campeonato  |
| 5    | Newtown                         | 33   | 22 | 10 | 3 | 9  | 35 | 31 | +4   | Ronda por el campeonato  |
| 6    | Caernarfon Town                 | 31   | 22 | 9  | 4 | 9  | 40 | 41 | −1   | Ronda por el campeonato  |
| 7    | Haverfordwest County            | 28   | 22 | 7  | 7 | 8  | 29 | 33 | −4   | Ronda por la permanencia |
| 8    | Pen-y-Bont                      | 25   | 22 | 8  | 4 | 10 | 28 | 32 | −4   | Ronda por la permanencia |
| 9    | Barry Town                      | 23   | 22 | 6  | 5 | 11 | 27 | 41 | −14  | Ronda por la permanencia |
| 10   | Aberystwyth Town                | 15   | 22 | 4  | 3 | 15 | 18 | 46 | −28  | Ronda por la permanencia |
| 11   | Colwyn Bay                      | 14   | 22 | 4  | 2 | 16 | 27 | 49 | −22  | Ronda por la permanencia |
| 12   | Pontypridd United               | 13   | 22 | 5  | 4 | 13 | 13 | 31 | −18  | Ronda por la permanencia |

Actualizado a los partidos jugados el 13 de enero de 2024.
 Fuente: SoccerWay
Notas:
1. ↑  Pen-y-Bont fue penalizado con la quita de tres puntos por alinear a un jugador no elegible en el juego ante el Aberystwyth Town
2. ↑  Pontypridd United fue penalizado con la quita de seis puntos por varios incumplimientos: no pagar a sus jugadores en el tiempo marcado, no cumplir con los compromisos contractuales ante sus jugadores, registrar de manera incorrecta a sus futbolistas y alinear a jugadores no elegibles.

## Ronda por el Campeonato
| Pos. | Equipo                          | Pts. | PJ | G  | E  | P  | GF  | GC | Dif. | Clasificación 2024-25                       |
| ---- | ------------------------------- | ---- | -- | -- | -- | -- | --- | -- | ---- | ------------------------------------------- |
| 1    | The New Saints (C)              | 92   | 32 | 30 | 2  | 0  | 117 | 18 | +99  | Primera Ronda de la Liga de Campeones       |
| 2    | Connah's Quay Nomads            | 59   | 32 | 18 | 5  | 9  | 70  | 43 | +27  | Primera ronda de la Liga Europa Conferencia |
| 3    | Bala Town                       | 51   | 32 | 13 | 12 | 7  | 38  | 31 | +7   | Primera ronda de la Liga Europa Conferencia |
| 4    | Newtown                         | 44   | 32 | 13 | 5  | 14 | 49  | 46 | +3   | Play-offs para la Liga Europa Conferencia   |
| 5    | Caernarfon Town                 | 41   | 32 | 11 | 8  | 13 | 52  | 70 | −18  | Play-offs para la Liga Europa Conferencia   |
| 6    | Cardiff Metropolitan University | 39   | 32 | 10 | 9  | 13 | 35  | 63 | −28  | Play-offs para la Liga Europa Conferencia   |

Actualizado a los partidos jugados el 21 de abril de 2024.
 Fuente: SoccerWay

## Ronda por la permanencia

### Clasificación
| Pos. | Equipo                | Pts. | PJ | G  | E  | P  | GF | GC | Dif. | Clasificación 2024-25                     |
| ---- | --------------------- | ---- | -- | -- | -- | -- | -- | -- | ---- | ----------------------------------------- |
| 1    | Pen-y-Bont            | 43   | 32 | 14 | 7  | 11 | 46 | 37 | +9   | Play-offs para la Liga Europa Conferencia |
| 2    | Haverfordwest County  | 43   | 32 | 11 | 10 | 11 | 39 | 40 | −1   |                                           |
| 3    | Barry Town            | 32   | 32 | 7  | 11 | 14 | 36 | 54 | −18  |                                           |
| 4    | Aberystwyth Town      | 27   | 32 | 7  | 6  | 19 | 27 | 57 | −30  |                                           |
| 5    | Colwyn Bay (D)        | 25   | 32 | 7  | 4  | 21 | 34 | 66 | −32  | Descenso a FAW Championship 2024-25       |
| 6    | Pontypridd United (D) | 22   | 32 | 8  | 7  | 17 | 23 | 41 | −18  | Descenso a FAW Championship 2024-25       |

Actualizado a los partidos jugados el 21 de abril de 2024.
 Fuente: SoccerWay
Notas:
1. ↑  Pen-y-Bont fue penalizado con la quita de seis puntos por alinear a un jugador no elegible en el juego ante el Aberystwyth Town
2. ↑  Pontypridd United fue penalizado con la quita de nueve puntos por varios incumplimientos: no pagar a sus jugadores en el tiempo marcado, no cumplir con los compromisos contractuales ante sus jugadores, registrar de manera incorrecta a sus futbolistas y alinear a jugadores no elegibles.

## Play-offs para la Liga Europa Conferencia
|  | Semifinales                     | Semifinales |                 |   | Final | Final |
|  |                                 |             |                 |   |       |       |
|  |                                 |             |                 |   |       |       |
|  |                                 |             |                 |   |       |       |
|  | Caernarfon Town                 | 2           |                 |   |       |       |
|  | Caernarfon Town                 | 2           |                 |   |       |       |
|  | Cardiff Metropolitan University | 0           |                 |   |       |       |
|  | Cardiff Metropolitan University | 0           | Caernarfon Town | 3 |       |       |
|  |                                 |             | Caernarfon Town | 3 |       |       |
|  |                                 | Pen-y-Bont  | 1               |   |       |       |
|  | Newtown                         | Pen-y-Bont  | 1               | 0 |       |       |
|  | Newtown                         |             |                 | 0 |       |       |
|  | Pen-y-Bont                      | 5           |                 |   |       |       |
|  | Pen-y-Bont                      | 5           |                 |   |       |       |

## Goleadores
- Actualizado al 18 de abril de 2024[2]

| Puesto | Jugador        | Club                 | Goles |
| ------ | -------------- | -------------------- | ----- |
| 1      | Bradley Young  | The New Saints       | 22    |
| 2      | Jordan Davies  | Connah's Quay Nomads | 19    |
| 3      | Aaron Williams | Newtown              | 18    |
| 4      | Chris Venables | Pen-y-Bont           | 17    |
| 5      | Ryan Brobbel   | The New Saints       | 14    |
| 5      | Adam Davies    | Caernarfon Town      | 14    |